# Karl Friedrich (Schleswig-Holstein-Gottorf)

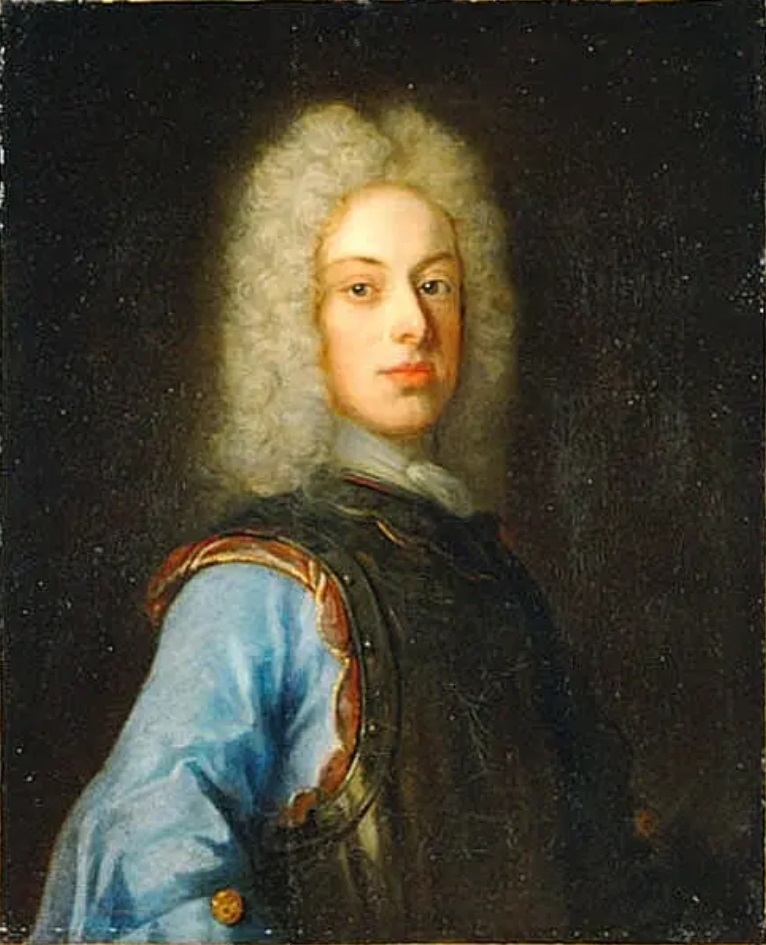
Herzog Carl Friedrich von Schleswig-Holstein-Gottorf (um 1722)

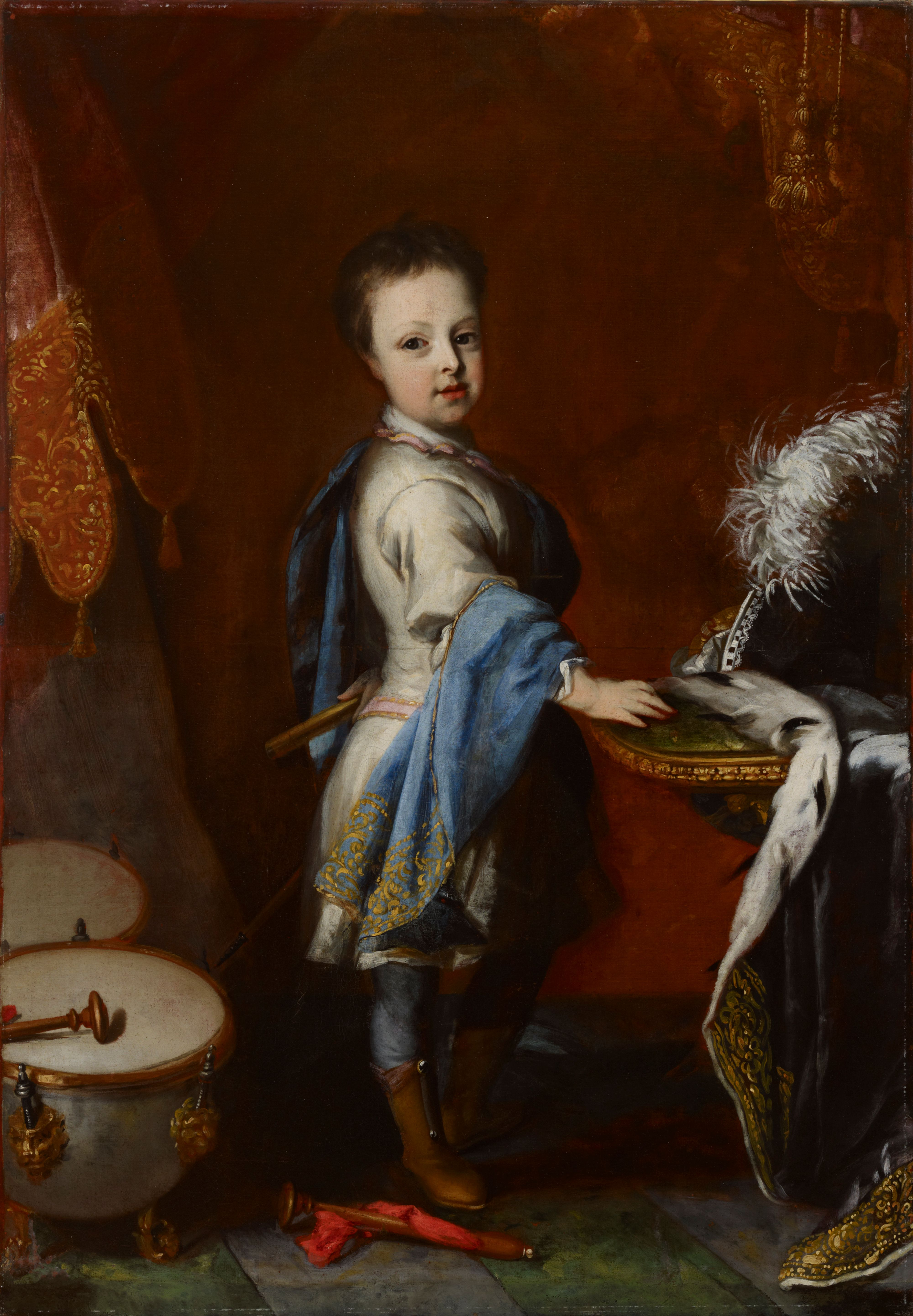
Carl Friedrich von Schleswig-Holstein-Gottorf als Kind

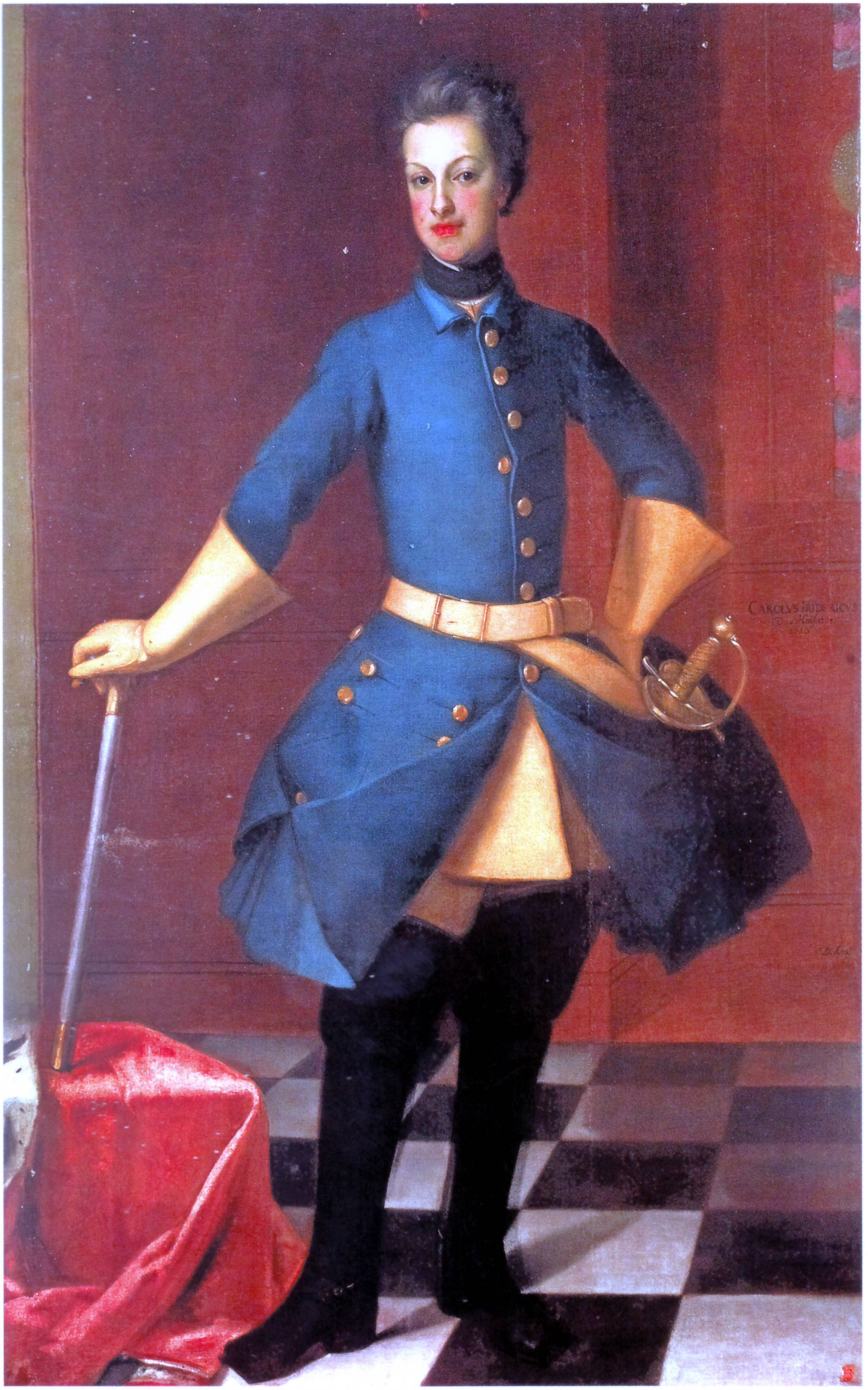
Carl Friedrich von Schleswig-Holstein-Gottorf in den 1720er Jahren

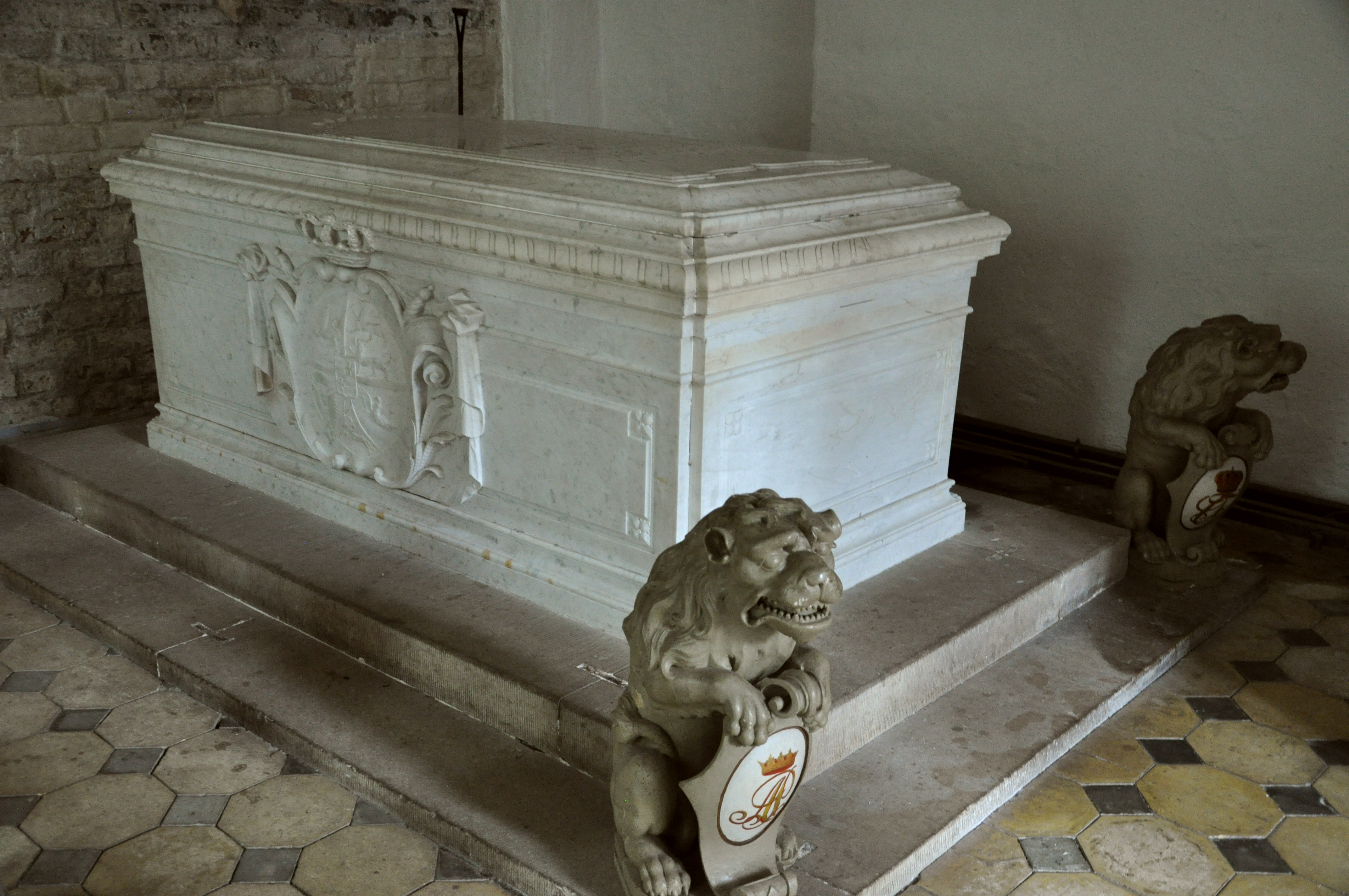
Carl Friedrichs Sarkophag in der Klosterkirche Bordesholm

Karl Friedrich, damals immer Carl Friedrich geschrieben, (* 19. Aprilschwed. / 29. April 1700greg. in Stockholm; † 18. Juni 1739 auf dem Gut Rohlfshagen bei Oldesloe) war von 1702 bis 1739 Herzog von Schleswig-Holstein-Gottorf, ab 1721 nur noch Holstein-Gottorf.

## Leben
Karl Friedrich war der Sohn von Herzog Friedrich IV. von Schleswig-Holstein-Gottorf und Prinzessin Hedwig Sophia von Schweden, einer Tochter von Karl XI. von Schweden und dessen Ehefrau Ulrike Eleonore von Dänemark.

### Herzog und schwedischer Thronanwärter
Nach dem in Karl Friedrichs Geburtsjahr geschlossenen Frieden von Traventhal befand sich das Herzogtum auf dem Höhepunkt seiner Macht. Bei der Verwaltung von Holstein und Schleswig war der Herzog dem dänischen König gleichgestellt, gegenüber Feinden Dänemarks zur Neutralität verpflichtet.
Am 20. Juli 1702 fiel Herzog Friedrich IV. in der Schlacht bei Klissow, in der dieser auf schwedischer Seite gekämpft hatte. Damit wurde der zweijährige Karl Friedrich Herzog. Aufgrund seiner Minderjährigkeit übernahmen seine Mutter und sein Onkel Christian August, der spätere Fürstbischof von Lübeck, die Regentschaft. Die tatsächliche Macht übten jedoch die Geheimen Räte Magnus von Wedderkop und Georg Heinrich von Görtz (eigentlich Georg Heinrich von Schlitz genannt von Görtz) aus. Karl Friedrich wuchs am Königshof in Stockholm auf. Als Sohn der ältesten Schwester des kinderlosen Königs Karl XII. hatte er Anspruch auf die Thronfolge.
Trotz der vertraglich zugesicherten, außenpolitischen Neutralität gegenüber Dänemarks Gegnern gewährte Görtz als Leitender Minister für den noch minderjährigen Karl Friedrich 1713 einem schwedischen Heer unter Magnus Stenbock in der Festung Tönning Zuflucht vor dänischen Truppen. Daraufhin besetzten dänische Truppen den Gottorfer Anteil von Schleswig-Holstein und belagerten erfolgreich Tönning.
1717 wurde Karl Friedrich für mündig erklärt und erhielt ein militärisches Kommando. 1718 starb Karl XII. Der Reichstag bestimmte Ulrika Eleonore, die jüngste Schwester des Königs, die bereits seit einigen Jahren in seiner Abwesenheit die Regierung geführt hatte, zur Nachfolgerin. Karl Friedrichs Ansprüche wurden dabei übergangen. 1719 verließ er Schweden. Weil sein ganzes Land besetzt war, begab er sich ins Exil nach Hamburg.
1720 beendete der Frieden von Frederiksborg den Großen Nordischen Krieg zwischen Dänemark und Schweden. Dänemark erhielt die herzoglichen Gebiete im Herzogtum Schleswig und räumte gleichzeitig die Gottorfer Ämter in Holstein. Karl Friedrich war danach nur noch Herzog des kaiserlichen Lehens Holstein-Gottorf. Die Residenz wurde in das Kieler Schloss verlegt. Das Land, das nur aus wenigen Ämtern bestand, war vom Krieg ausgelaugt und zum Teil an Hamburg verpfändet.

### Ehe mit der Zarentochter
Schon seit 1714 bemühte sich die Gottorfer Regierung darum, den jungen Herzog mit einer der Zarentöchter zu verheiraten, damit er zum einen mit Hilfe des Zaren Schleswig von Dänemark zurückgewinnen könnte sowie Unterstützung zur Erlangung des schwedischen Thrones bekäme. Zunächst lehnte Zar Peter I. ab, um das Verhältnis zu Dänemark nicht zu gefährden.
1720 machten die Verhandlungen für den Frieden von Nystad zwischen Russland und Schweden den Gottorfer Herzog wieder interessant für Peter. Der damalige Geheimratspräsident von Holstein-Gottorf Henning Friedrich von Bassewitz begleitete den jungen Karl Friedrich 1721 nach Russland, da dessen Anspruch auf den schwedischen Thron auf diese Weise als Druckmittel gegen Schweden dienen sollte. Es konnte tatsächlich ein für Russland günstiges Ergebnis erzielt werden, Karl Friedrich und seine Thronansprüche wurden aber nicht Teil des Friedensvertrags. Auch die Hochzeitsfrage wurde vertagt.
Karl Friedrich blieb trotzdem in Russland. Tatsächlich wurde nach mehrjährigen Verhandlungen am 22. November 1724 ein Vertrag über die Ehe zwischen Zar Peters älterer Tochter Anna Petrowna geschlossen. Das Paar musste allerdings für sich und seine Nachkommen auf den Zarenthron verzichten. Die Hochzeit fand am 1. Juni 1725 nach dem Tod des Brautvaters in Sankt Petersburg statt. Peters Nachfolgerin, Katharina I. ernannte ihren Schwiegersohn zum Regierungsmitglied und stattete ihn mit einem Palast und einem standesgemäßen Einkommen aus. Sie setzte auch die russische Unterstützung für ihn gegen Dänemark fort. Es wurde allgemein angenommen, dass die Zarin ihre ältere Tochter zur Nachfolgerin ernennen würde.
Nach Katharinas Tod 1727 setzte der mächtige Menschikow jedoch durch, dass der Zwölfjährige Peter II., der Enkel von Peter I. aus seiner ersten Ehe, auf den Thron gelangte. Karl Friedrich und Anna mussten Russland verlassen, obwohl Menschikow nur wenig später gestürzt wurde.
In Kiel lebten sie in sehr bescheidenen Verhältnissen. Anna starb 1728 kurz nach der Geburt des Sohnes Karl Peter Ulrich. 1735 stiftete Karl Friedrich zu ihrem Gedächtnis den einzigen schleswig-holsteinischen Ritterorden, den St.-Annen-Orden.
Nachdem er aus Russland zurückgekehrt war, wurde Karl Friedrich in Schweden als Nachfolger seiner kinderlosen Tante gehandelt. Er starb jedoch 1739, zwei Jahre vor Ulrika und zwölf vor ihrem Mann Friedrich, für den sie abgedankt war. Karl Friedrichs Grab befindet sich in der russischen Kapelle in der Klosterkirche Bordesholm.

## Nachkommen
Der Ehe mit der Zarentochter Anna Petrowna entstammt Karl Peter Ulrich. Er begründete als Peter III. Zar von Russland die Linie Romanow-Holstein-Gottorf, aus der bis zur Oktoberrevolution von 1917 die Zaren hervorgingen. Der Anspruch auf den schwedischen Thron ging an seinen Sohn weiter. Als dieser aber zum russischen Thronfolger ernannt wurde, musste er auf seine schwedischen Ansprüche verzichten.
Karl Friedrich hatte zudem zwei uneheliche, von ihm selbst und später von seinem ehelichen Sohn anerkannte Töchter aus einer morganatischen Ehe. Eine dieser Töchter, Friederike Karoline (1731–1804), wurde in den Adelsstand erhoben und erhielt den Nachnamen „von Carols“. Sie heiratete 1757 den deutsch-baltischen Offizier David Reinhold von Sievers.

## Trivia
2005 wurde der Herzog-Karl-Friedrich-Platz in Hamburg-Lohbrügge nach ihm benannt.